# Tennessee Titans
Tennessee Titans, grundat som Houston Oilers och ett kort tag kallade Tennessee Oilers, är ett professionellt lag i den amerikanska National Football League (NFL) som har Nashville, Tennessee, som hemort. Laget har sedan starten då de hette Houston Oilers varit ett respekterat lag i NFL (tidigare AFL) men på senare tid haft svårt att hålla den höga nivå de tidigare haft.
När lönetak infördes i NFL 2003 slog detta hårt mot Titans (lönetaket är årslönen för den 45-manna trupp som tas ut till varje match, och ligger på 109 milj dollar.) Titans gick inte till slutspel de kommande 4 åren, men bröt detta 2007/2008 när man kvalificerade sig som nummer 6 i AFC. Det tog dock slut i första matchen mot San Diego Chargers.

## Grundat
Laget grundades i Houston under namnet Houston Oilers 1960.  

## Tidigare namn
Laget hette ursprungligen Houston Oilers  (1960–96), därefter efter flyttning Tennessee Oilers och från och med 1999 det nuvarande namnet.

## Hemmaarena

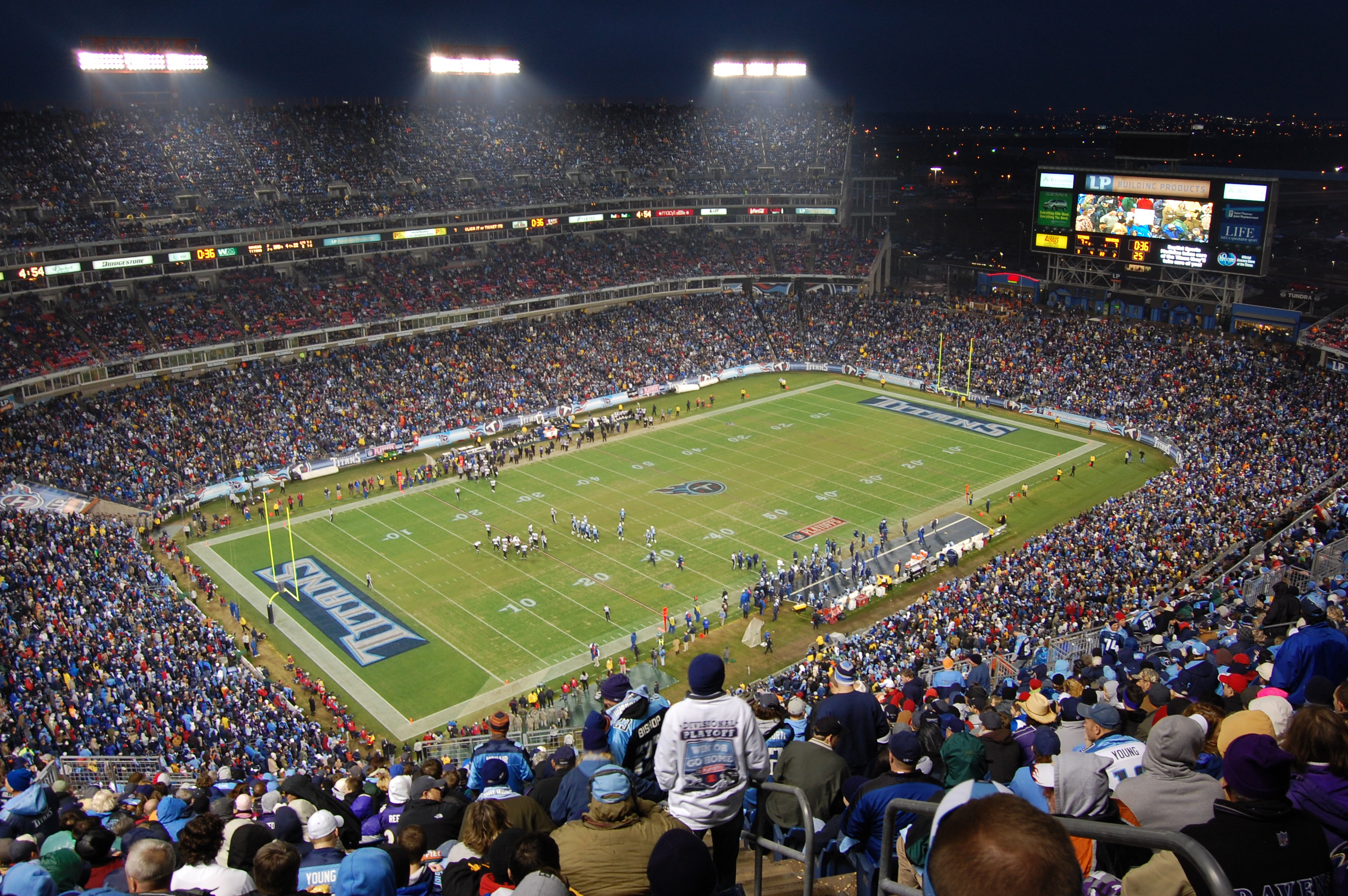
Nissan Stadium – Tennessee Titans hemmaplan sedan 1999.

Tennessee Titans spelar sedan 1999 sina hemmamatcher på Nissan Stadium som har en publikkapacitet på 69 143 åskådare.

## Tävlingsdräkt
- Hemma/Borta: Mörkblå tröja med ljusblått axelparti och blå text, vita byxor med mörkblå/ljusblå revärer
- Borta/Hemma: Vit tröja med ljusblått axelparti och vit text, mörkblå byxor med ljusblå/vita revärer
- Hjälm: Vit med vitt T i blå cirkel med flammor på sidorna

## Mästerskapsvinster
2  –  1960 och 1961

## Super Bowl
- Nummer XXXIV 2000 med förlust mot Saint Louis Rams